# Dholpur
Dholpur è una suddivisione dell'India, classificata come municipality, di 92.137 abitanti, capoluogo del distretto di Dholpur, nello stato federato del Rajasthan. In base al numero di abitanti la città rientra nella classe II (da 50.000 a 99.999 persone).

## Geografia fisica
La città è situata a 26° 41' 60 N e 77° 54' 0 E e ha un'altitudine di 176 m s.l.m..

## Società

### Evoluzione demografica
Al censimento del 2001 la popolazione di Dholpur assommava a 92.137 persone, delle quali 49.391 maschi e 42.746 femmine. I bambini di età inferiore o uguale ai sei anni assommavano a 16.205, dei quali 8.805 maschi e 7.400 femmine. Infine, coloro che erano in grado di saper almeno leggere e scrivere erano 53.858, dei quali 32.527 maschi e 21.331 femmine.